# Margot Queitsch
Margot Queitsch (* 12. Juni 1946 in Lindau (Bodensee)) ist eine deutsche Politikerin (SPD). Sie war von 2001 bis 2011 Mitglied des Landtags von Baden-Württemberg.

## Leben
Margot Queitsch ist mit zwei Geschwistern in Niederbayern und im schwäbischen Ebingen aufgewachsen. Sie heiratete 1966 den Freiburger Karl-Heinz Queitsch und lebt seit 1967 in Freiburg im Breisgau. Gemeinsam haben sie drei Kinder.

## Beruf
Margot Queitsch absolvierte von 1961 bis 1964 eine Ausbildung zur Einzelhandelskauffrau. Sie arbeitete in diesem Beruf bis zur Geburt des ersten Kindes im Jahr 1967.
Sie ist Mitglied im Kuratorium der Staatlichen Toto-Lotto GmbH und im Aufsichtsrat der Freiburger Stadtbau GmbH. Im Abgeordnetenbuch wurde sie als Hausfrau geführt.

## Partei
Ihr Eintritt in die SPD erfolgte 1972. Von 1976 bis 1986 war sie Vorsitzende des SPD-Ortsvereins Freiburg-St. Georgen und stellvertretende Vorsitzende des SPD-Kreisverbands Freiburg. Danach übernahm sie bis 1989 die Position der Vorsitzende des SPD-Kreisverbands.
Seit 1998 ist Queitsch Mitglied des Vorstands des SPD-Ortsvereins Freiburg-Haslach/Weingarten/Rieselfeld.

## Mandate
Margot Queitsch war von 1980 bis 2019 Mitglied des Gemeinderats der Stadt Freiburg im Breisgau. Von 1989 bis 1999 war sie Fraktionsvorsitzende.
Bei der Landtagswahl 2001 kandidierte Queitsch im Wahlkreis 47 Freiburg II. Dort wurde sie direkt in den Landtag von Baden-Württemberg gewählt. Bei ihrer Wiederwahl 2006 schaffte sie den Einzug über die Zweitauszählung. Bei der Landtagswahl 2011 trat sie nicht mehr an. Sie war sportpolitische Sprecherin der SPD-Landtagsfraktion. Sie gehörte dem Finanzausschuss und dem Ausschuss für Schule, Jugend und Sport an und war stellvertretendes Mitglied im Ausschuss für Wissenschaft, Forschung und Kunst.

## Ehrenamtliche Arbeit
Queitsch war bis 2019 im Vorstand des Trägervereins Jugendbegegnungsstätte Freiburg-Haslach e. V. Daneben ist sie Beiratsvorsitzende der USC Eisvögel (USC Freiburg Basketball-Erstligisten der Frauen) und war 2. Vorsitzende des SV Blau Weiß Wiehre. Sie engagiert sich auch als Mitglied im Vorstand des Jugendhilfswerks Freiburg e.V und im Vorstand des Freundes- und Förderkreis des Kinder- und Jugendzentrum Weingarten e. V.